# Dippoldiswalde
Dippoldiswalde (pot. Dipps) – miasto w Niemczech, w kraju związkowym Saksonia, w powiecie Sächsische Schweiz-Osterzgebirge. Do 29 lutego 2012 należało do okręgu administracyjnego Drezno.
1 stycznia 2014 do miasta przyłączono gminę Schmiedeberg, która stała się jednocześnie jego dzielnicą.

## Współpraca
Miejscowości partnerskie:
- Bílina, Czechy
- Bösel, Dolna Saksonia
- Stronie Śląskie, Polska